# Валерия Фол
Валерия Николова  Фол e българска траколожка, професор в УниБИТ, където ръководи Института за научни изследвания в областта на организацията, управлението и защитата на културно-историческото наследство.

## Биография
Валерия Фол завършва Факултета по история в Софийския университет със специалност „Стара и средновековна история“ и втора специалност „Философия“ през 1976 г. Получава докторска степен по изкуствознание в Института по изкуствознание на Българската академия на науките (1986 г.). Става старши научен сътрудник II степен в секция „История“ на Института по тракология на БАН през 1994 г.Преподавателка в Департамента по източни и средиземноморски изследвания на НБУ.

## Награди
- Специална награда за наука в областта на културно-историческото наследство „Питагор“ (януари 2010 г.).[3]

## Семейство
Омъжва се за Александър Фол. Българо-канадската композиторка Александра Фол е тяхна дъщеря.